# Ławeczka Wojciecha Bogusławskiego w Suchym Lesie
Ławeczka Wojciecha Bogusławskiego w Suchym Lesie – ławka pomnikowa, która znajduje się w pobliżu Urzędu Gminy Suchy Las w Suchym Lesie. 

## Charakterystyka
Artysta urodził się w wyludnionej dziś wsi Glinno, na terenie obecnej gminy Suchy Las. Ławeczkę pomnikową uroczyście otwarto 22 grudnia 2017 z udziałem wójta i radnych gminy, z oprawą artystyczną. Autorem rzeźby jest Grzegorz Godawa. Przedstawia ona siedzącego Wojciecha Bogusławskiego w surducie, z kapeluszem na głowie i z książką w ręku, na kartach której wyryte jest zdanie: "Sławę swoją zostawiam zdaniu potomności, a jeżeli w sercu jednego choć prawdziwego Polaka pozyskam wdzięczne starań moich wspomnienie, jeszcze na tamtej stronie grobu szczęśliwym będę". 